# Système de coordonnées bifocales
Ne doit pas être confondu avec Système de coordonnées bipolaires.
Le système de coordonnées bifocales est un système de coordonnées dans lequel tout point P est repéré par ses distances à deux points fixes A et B (les foyers).

## Définition
Si l'on désigne par {\displaystyle R}, {\displaystyle r_{\mathrm {A} }} et {\displaystyle r_{\mathrm {B} }} les distances AB, AP et BP, les coordonnées bifocales sont définies par :
{\displaystyle u={\frac {r_{\mathrm {A} }+r_{\mathrm {B} }}{R}}}
et : 
{\displaystyle v={\frac {r_{\mathrm {A} }-r_{\mathrm {B} }}{R}}},
auxquelles on adjoint, si le problème étudié est à trois dimensions, l'azimut {\displaystyle \phi } du plan APB par rapport à un plan fixe contenant AB.
Les coordonnées  u et v peuvent aussi être notées {\displaystyle \mu } et {\displaystyle \nu }.

## Conversion
Si l'on choisit un repère orthonormé d'axe Oz dirigé du milieu O de AB vers B, les coordonnées cartésiennes sont données par :
{\displaystyle x={\tfrac {R}{2}}{\sqrt {(u^{2}-1)(1-v^{2})}}\cos \phi },
{\displaystyle y={\tfrac {R}{2}}{\sqrt {(u^{2}-1)(1-v^{2})}}\sin \phi },
{\displaystyle z={\tfrac {R}{2}}\,uv}.

## Applications
Les coordonnées bifocales sont utilisées en mécanique quand l'énergie potentielle est du type : 
{\displaystyle U(r_{\mathrm {A} },r_{\mathrm {B} })={\frac {1}{r_{\mathrm {A} }r_{\mathrm {B} }}}[f(u)+g(v)]}.
Elles ont notamment été employées par Euler pour résoudre le problème du mouvement d'une planète entre deux étoiles fixes.[réf. nécessaire]
Elles ont aussi été employées pour obtenir les états électroniques et vibrationnels de l'ion H+
2, dans l'approximation de Born-Oppenheimer, ainsi qu'en relativité générale.